# Semi-marathon Saint-Pol - Morlaix
Le semi-marathon Saint-Pol-Morlaix est une épreuve de course à pied de 21,100 km organisée annuellement depuis 1973 entre Saint-Pol-de-Léon et Morlaix, ce qui en fait la plus ancienne course de Bretagne. Elle détient un label international pour ses deux parcours (St Pol-Morlaix et Taulé-Morlaix).

## Historique
- 2002 : Championnats de France des semi-marathon et 30e édition
- 2006 : Championnats de France des 10 km
- 2010 : Championnats de France des semi-marathons
- 2011 : qualificatif pour le Championnat de France

### Palmarès

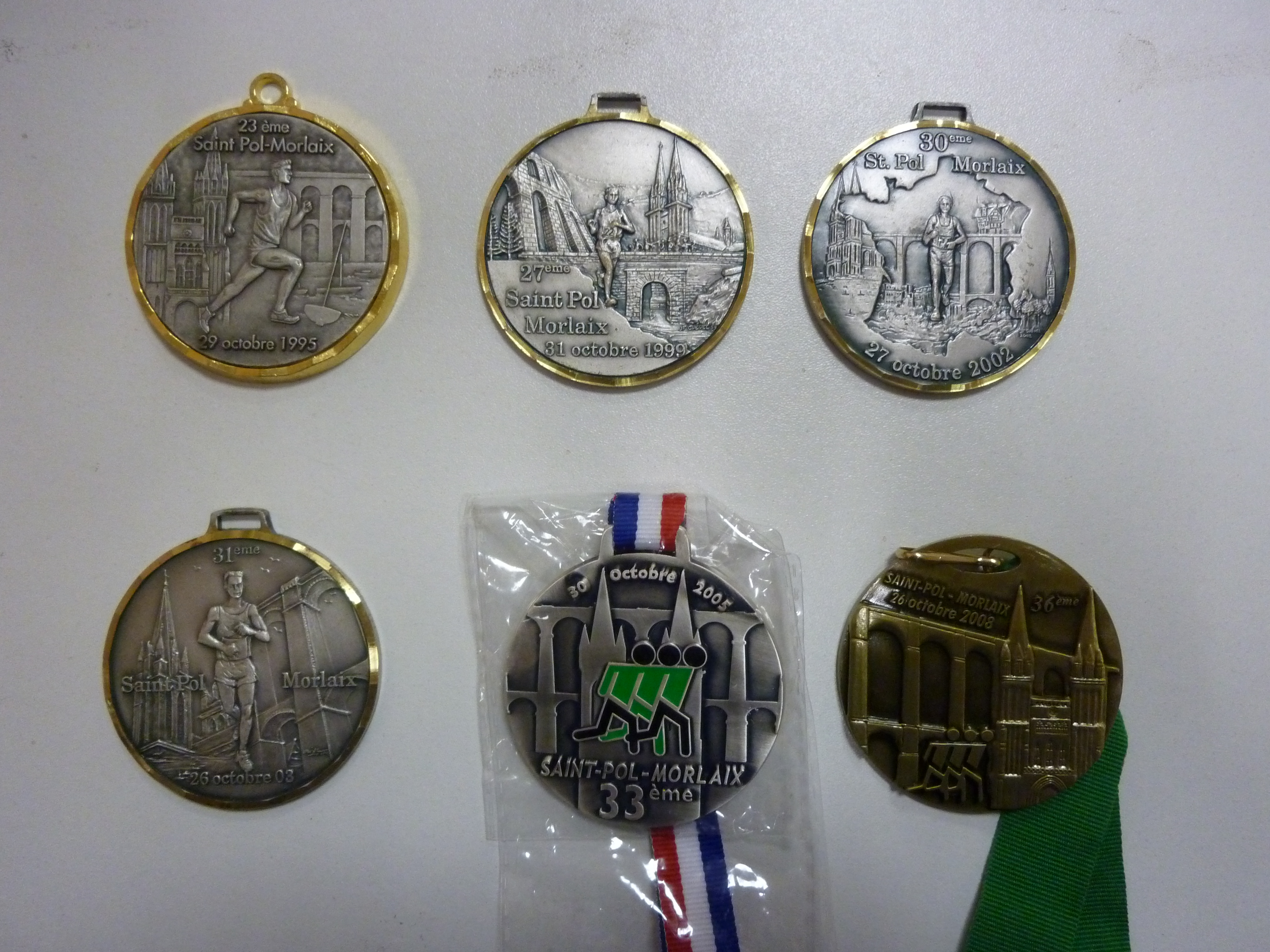
Médailles

| Année                                                        | Compétition hommes            | Compétition hommes               | Compétition hommes            | Compétition femmes            | Compétition femmes                     | Compétition femmes            |                |
| Année                                                        | Vainqueur                     | Pays/Clubs                       | Temps                         | Vainqueur                     | Pays/Clubs                             | Temps                         |                |
| Morlaix - Saint Pol / 22,7 km                                | Morlaix - Saint Pol / 22,7 km | Morlaix - Saint Pol / 22,7 km    | Morlaix - Saint Pol / 22,7 km | Morlaix - Saint Pol / 22,7 km | Morlaix - Saint Pol / 22,7 km          | Morlaix - Saint Pol / 22,7 km |                |
| ------------------------------------------------------------ | ----------------------------- | -------------------------------- | ----------------------------- | ----------------------------- | -------------------------------------- | ----------------------------- | -------------- |
| 1973                                                         | Lucien Rault                  | France/Plouguenast               | 1 h 11 min 43 s               | Marie Merrer                  | France/Garlan                          | 2 h 02 min 34 s               |                |
| 1974                                                         | Lucien Rault                  | France/Plouguenast               | 1 h 09 min 07 s               | Chantal Langlacé              | France/Amiens                          | 1 h 30 min 33 s               |                |
| Saint Pol - Morlaix / 1er parcours (22,7 km)                 |                               |                                  |                               |                               |                                        |                               |                |
| 1975                                                         | Lucien Rault                  | France/Plouguenast               | 1 h 09 min 12 s               | Chantal Langlacé              | France/Amiens                          | 1 h 30 min 47 s               |                |
| 1976                                                         | Jean-Paul Gomez               | France/ASPTT Poitiers            | 1 h 09 min 07 s               | Françoise Nicolas             | France/ASC Saint-Barthélémy            | 1 h 28 min 55 s               |                |
| 1977                                                         | Hendrik Schoofs               | Belgique/Postes belges           | 1 h 09 min 27 s               | Nelly mMusset                 | France/S Grandchamp                    | 1 h 39 min 04 s               |                |
| 1978                                                         | Pierre Lévisse                | France/Vanves                    | 1 h 07 min 13 s               | Nelly Mousset                 | France/S Grandchamp                    | 1 h 42 min 21 s               |                |
| Saint Pol - Morlaix / 1er parcours (Semi-marathon 21,197 km) |                               |                                  |                               |                               |                                        |                               |                |
| 1979                                                         | Julian Goater (en)            | Royaume-Uni                      | 1 h 06 min 02 s               | Marie-Madeleine Bastard       | France/As Trégueux                     | 1 h 34 min 24 s               |                |
| 1980                                                         | Ian Thompson                  | Royaume-Uni                      | 1 h 06 min 46 s               | Rita Borralho                 | Portugal                               | 1 h 24 min 03 s               |                |
| 1981                                                         | Karel Lismont                 | Belgique                         | 1 h 04 min 16 s               | Jacqueline Hulbert            | Royaume-Uni                            | 1 h 19 min 44 s               |                |
| 1982                                                         | Pierre Lévisse                | France/Vanves                    | 1 h 05 min 35 s               | Maryse Langin                 | France/Vannes                          | 1 h 35 min 00 s               |                |
| 1983                                                         | Karel Lismont                 | Belgique                         | 1 h 04 min 38 s               | Libby Pfeiffer                | Royaume-Uni                            | 1 h 21 min 55 s               |                |
| 1984                                                         | David Robert Clarke           | Royaume-Uni                      | 1 h 05 min 52 s               | Anne-Marie Cienka             | France/Angers                          | 1 h 20 min 37 s               |                |
| 1985                                                         | Karel Lismont                 | Belgique                         | 1 h 04 min 21 s               | Jacqueline Hulbert            | Royaume-Uni                            | 1 h 23 min 00 s               |                |
| 1986                                                         | Alex Hagelsteens              | Belgique                         | 1 h 04 min 12 s               | Anna Krol                     | Pologne                                | 1 h 20 min 46 s               |                |
| 1987                                                         | Karel Lismont                 | Belgique                         | 1 h 05 min 28 s               | Annie Coathalem               | France/Briec                           | 1 h 24 min 57 s               |                |
| 1988                                                         | Jean Weijts                   | Belgique                         | 1 h 06 min 52 s               | Annie Coathalem               | France/Briec                           | 1 h 26 min 45 s               |                |
| 1989                                                         | François Person               | France/Stade Brestois            | 1 h 07 min 24 s               | Isabelle Leclerc              | France/Loudéac                         | 1 h 23 min 26 s               |                |
| 1990                                                         | François Person               | France/Stade Brestois            | 1 h 06 min 28 s               | Genevieve Danielou            | France/SPAC                            | 1 h 25 min 15 s               |                |
| 1991                                                         | Alain Bihannic                | France/Stade Brestois            | 1 h 05 min 59 s               | Yvette Dupuy                  | France/Run Sat Dinan                   | 1 h 18 min 06 s               |                |
| 1992                                                         | Nouredine Sobhi               | France/UA Versailles             | 1 h 04 min 49 s               | Liz Hughes                    | Royaume-Uni                            | 1 h 20 min 56 s               |                |
| 1993                                                         | Omar Daher Gadid              | Djibouti                         | 1 h 05 min 56 s               | Antonina Andronakiy           | Moldavie                               | 1 h 16 min 42 s               |                |
| 1994                                                         | Charles Tangus                | Kenya                            | 1 h 04 min 26 s               | Antonina Andronakiy           | Moldavie                               | 1 h 13 min 59 s               |                |
| 1995                                                         | Igor Sidorenko                | Russie                           | 1 h 03 min 01 s               | Beatrice Omwanza              | Kenya                                  | 1 h 16 min 26 s               |                |
| 1996                                                         | Focus Wilbroad                | Tanzanie                         | 1 h 04 min 33 s               | Olga Loginova                 | Russie                                 | 1 h 15 min 45 s               |                |
| 1997                                                         | Geoffrey Kinyua (nl)          | Kenya                            | 1 h 05 min 15 s               | Olga Loginova                 | Russie                                 | 1 h 16 min 57 s               |                |
| 1998                                                         | John Kipsang                  | Kenya                            | 1 h 02 min 23 s               | Irina Safarova                | Russie                                 | 1 h 13 min 54 s               |                |
| Saint Pol - Morlaix / 2nd parcours (Semi-marathon 21,197 km) |                               |                                  |                               |                               |                                        |                               |                |
| 1999                                                         | Luke Metto                    | Kenya                            | 1 h 03 min 13 s               | Valentina Enaki               | Moldavie                               | 1 h 16 min 03 s               |                |
| 2000                                                         | Wilson Onsare (en)            | Kenya                            | 1 h 04 min 32 s               | Marina Ivanova                | Russie                                 | 1 h 20 min 34 s               |                |
| 2001                                                         | John Kanda                    | Kenya                            | 1 h 03 min 01 s               | Beatrice Omwanza              | Kenya                                  | 1 h 13 min 56 s               |                |
| 2002                                                         | Mickaël Thomas                | France/Haute-Bretagne Athlétisme | 1 h 02 min 33 s               | Hafida Gadi                   | France                                 | 1 h 11 min 09 s               |                |
| 2003                                                         | Thomas Nyakundi               | Kenya                            | 1 h 04 min 00 s               | Nadezhda Slobodchikova        | Russie                                 | 1 h 17 min 35 s               |                |
| 2004                                                         | Nicolas Murey                 | Kenya                            | 1 h 02 min 22 s               | Mariya Fedoseyeva             | Russie                                 | 1 h 15 min 22 s               |                |
| 2005                                                         | Dominic Ruto                  | Kenya                            | 1 h 04 min 05 s               | Emily Rotich Chelangat        | Kenya                                  | 1 h 14 min 03 s               |                |
| 2006                                                         | Paul Melly                    | Kenya                            | 1 h 03 min 44 s               | Nancy Omwenga                 | Kenya                                  | 1 h 14 min 47 s               |                |
| 2007                                                         | Nathan Chebet                 | Ouganda                          | 1 h 04 min 38 s               | Nancy Omwenga                 | Kenya                                  | 1 h 15 min 52 s               |                |
| 2008                                                         | Luka Kanda                    | Kenya                            | 1 h 03 min 03 s               | Emily Rotich Chelangat        | Kenya                                  | 1 h 12 min 17 s               |                |
| 2009                                                         | Abdellatif Meftah             | France                           | 1 h 03 min 27 s               | Risper Gesabwa                | Kenya                                  | 1 h 14 min 05 s               |                |
| 2010                                                         | Loïc Letellier                | France/EA Mondeville Hérouville  | 1 h 04 min 16 s               | Fatiha Klilech                | France/SCO Sainte-Marguerite Marseille | 1 h 14 min 27 s               |                |
| 2011                                                         | Patrick Cherotwo              | Ouganda                          | 1 h 05 min 16 s               | Elena Sedova                  | Russie                                 | 1 h 15 min 35 s               |                |
| 2012                                                         | Willy Nduwimana               | Burundi                          | 1 h 04 min 17 s               | Mola Worknesh Alemu           | Éthiopie                               | 1 h 14 min 42 s               |                |
| 2013                                                         | El Hassane Ben Lkhainouch     | France/Alès Cévennes Athlétisme  | 1 h 03 min 43 s               | Elena Sedova                  | Russie                                 | 1 h 14 min 00 s               |                |
| 2014                                                         | Getacher Tedla Jemaneh        | Éthiopie                         | 1 h 05 min 29 s               | Kateryna Karmanenko           | Ukraine                                | 1 h 16 min 09 s               |                |
| 2015                                                         | Getacher Tedla Jemaneh        | Éthiopie                         | 1 h 05 min 56 s               | Svetlana Stanko               | Ukraine                                | 1 h 17 min 02 s               |                |
| 2016                                                         | Kevin Limo Kipkemoi           | Kenya                            | 1 h 04 min 11 s               | Chaltu Dida Negassa           | Éthiopie                               | 1 h 18 min 04 s               |                |
| 2017                                                         | Getinet Mele Gedamu           | Éthiopie                         | 1 h 04 min 52 s               | Chaltu Negasa                 | Éthiopie                               | 1 h 13 min 19 s               |                |
| 2018                                                         | Gerald Vincent                | Kenya                            | 1 h 05 min 10 s               | Adanech Mesfen Mekonnen       | Éthiopie                               | 1 h 14 min 50 s               |                |
| 2019                                                         | Andrew Mangata Kwemoi         | Kenya                            | 1 h 04 min 08 s               | Chaltu Negasa                 | Éthiopie                               | 1 h 14 min 08 s               |                |
| 2020                                                         | Course annulée                | Course annulée                   | Course annulée                | Course annulée                | Course annulée                         | Course annulée                | Course annulée |
| Saint Pol - Morlaix / 2nd parcours (22 km)                   |                               |                                  |                               |                               |                                        |                               |                |
| 2021                                                         | Khalid Lablaq                 | Maroc                            | 1 h 05 min 43 s               | Prisca Kiprono                | Kenya                                  | 1 h 23 min 58 s               |                |

### Sources générales
- Site officiel